# Flers-sur-Noye
Flers-sur-Noye là một xã ở tỉnh Somme, vùng Hauts-de-France, Pháp.

## Địa lý
Thị trấn này tọa lạc trên tuyến N1, một dặm Anh so với giao lộ với đường A16, hai bên bờ sông Noye, khoảng 15 dặm Anh về phía nam của Amiens.

## Dân số
| 1962                                                           | 1968 | 1975 | 1982 | 1990 | 1999 |
| -------------------------------------------------------------- | ---- | ---- | ---- | ---- | ---- |
| 210                                                            | 223  | 220  | 247  | 299  | 342  |
| Số liệu điều tra dân số từ năm 1962, dân số không tính hai lần |      |      |      |      |      |